# アルマ＝マルソー駅
アルマ＝マルソー駅（アルマ＝マルソーえき、仏 : Alma - Marceau）は、フランスのパリ地下鉄9号線の駅である。RER C線ポン・ドゥ・ラルマ駅(仏：Pont de l'Alma)と乗り換えができる。
駅名はクリミア戦争のアルマの戦いと、フランス革命期のフランソワ・セヴラン・マルソー・デスグラヴィエ将軍（1769-1796）に由来している。

## 名所
- アルマ広場 - アメリカ合衆国から贈られた『自由の炎』（自由の女神像が手にしているたいまつ）が置かれている。
- アルマ橋の上流側にズワヴ像が据え付けられている。
- キャバレー 「クレイジーホース」
- パリ市立近代美術館 (パレ・ド・トーキョー内)

## 隣の駅
パリメトロ
9号線
イエナ駅(Iéna) - アルマ＝マルソー駅 - フランクリン・D・ルーズヴェルト駅(Franklin D. Roosevelt)

## 位置情報
北緯48度51分53.65秒 東経2度18分0.84秒 / 北緯48.8649028度 東経2.3002333度